# Die größe Tournee zum 50-Jährigen Bühnenjubiläum
Tournées par Mireille Mathieu
Mireille Mathieu  France
(octobre/novembre 2014)
Die große Tournee zum 50-Jährigen Bühnenjubiläum est une tournée germanophone de la chanteuse française Mireille Mathieu afin de fêter son Jubilé (soit ses 50 ans de carrière). Cette tournée allemande suit de quelques mois la tournée francophone de la chanteuse afin également d'y fêter ses 50 ans de carrière.

## Programme
1. Glauben
2. Tous les enfants chantent avec moi
3. La paloma ade
4. Ganz Paris is ein Theater
5. Je t'aime y en mourir
6. Une histoire d'amour
7. Tarata-Ting, Tarata-Tong
8. Una canzone
9. Je t'aime avec ma peau
10. An einem Sonntag in Avignon
11. Hymne a l'amour
12. Es geht mir gut, Cheri
13. Mon credo
14. Santa Maria
15. Ce n'est rien
16. Un dernier mot d'amour
17. Der pariser Tango
18. La voix de Dieu
19. Hinter den Kulissen von Paris
20. Une vie d'amour
21. Medley
22. Der Zar und das Mädchen
23. Akropolis adieu
24. Martin
25. Non, je ne regrette rien
26. Prend le temps

## Liste des concerts

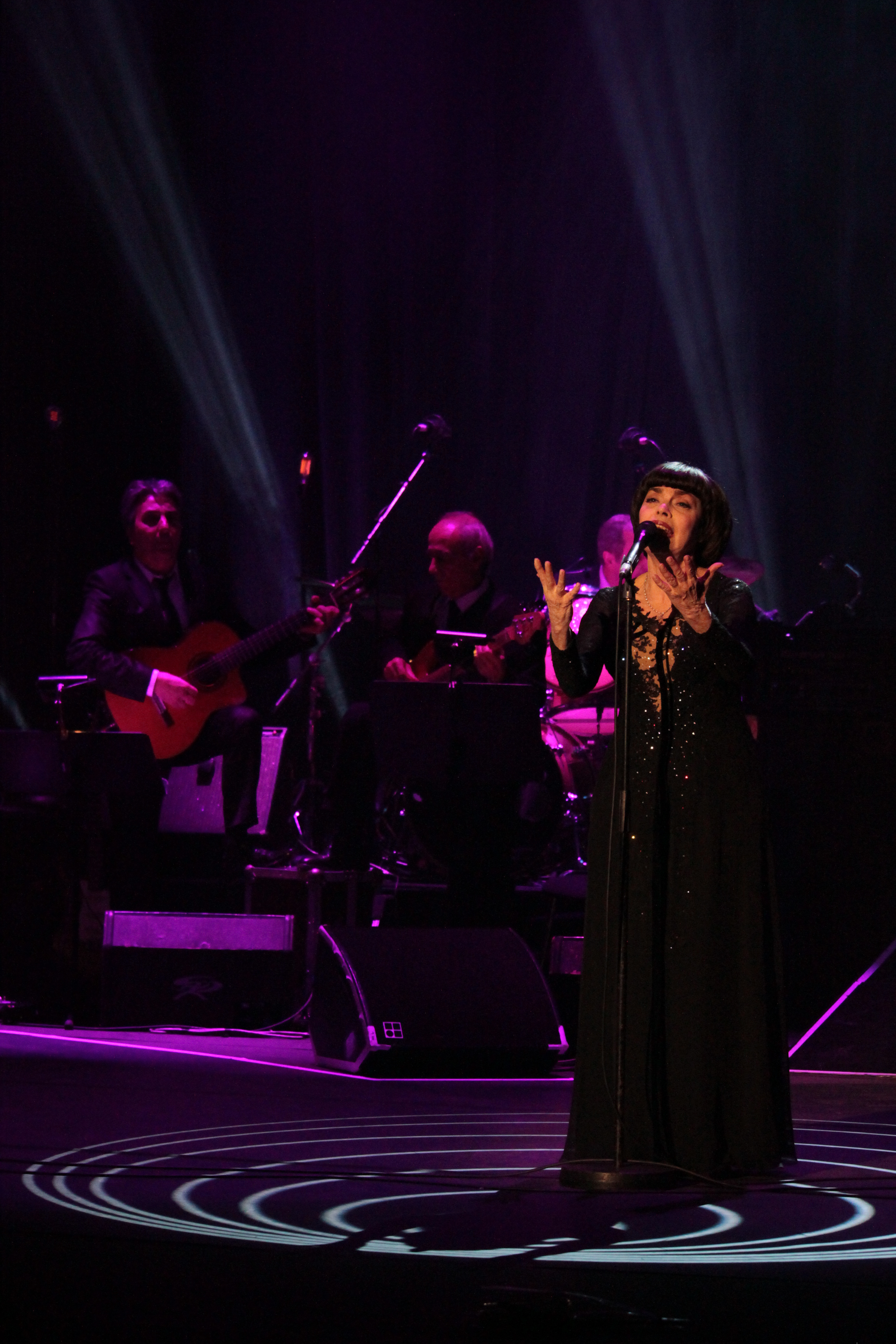
Mireille Mathieu en concert, le 2 mars 2015 à Berlin

| No. | Date     | Ville     | Pays      | Lieu                               |
| --- | -------- | --------- | --------- | ---------------------------------- |
| 1   | 1er mars | Chemnitz  | Allemagne | Stadthalle - Chemnitz Grosser Saal |
| 2   | 2 mars   | Berlin    | Allemagne | Friedrichstadt-Palast              |
| 3   | 3 mars   | Rostock   | Allemagne | Stadthalle Rostock                 |
| 4   | 5 mars   | Halle     | Allemagne | Georg Friedrich Haendel Halle      |
| 5   | 6 mars   | Nuremberg | Allemagne | Meistersingerhalle                 |
| 6   | 8 mars   | Vienne    | Autriche  | Konzerthaus                        |
| 7   | 9 mars   | Munich    | Allemagne | Deutsches Theater                  |
| 8   | 10 mars  | Stuttgart | Allemagne | Liederhalle - Beethovensaal        |
| 9   | 12 mars  | Füssen    | Allemagne | Palais des festivals               |
| 10  | 14 mars  | Bielefeld | Allemagne | Stadthalle                         |
| 11  | 15 mars  | Francfort | Allemagne | Alte Oper                          |
| 12  | 16 mars  | Hambourg  | Allemagne | CCH 2                              |